# Antonio Segura
Pour les articles homonymes, voir Segura (homonymie).
 Antonio Segura est un scénariste de bande dessinée espagnol né le 13 juin 1947 à Valence (Espagne) et mort le 31 janvier 2012 dans la même ville. C'est l'un des principaux scénaristes espagnols de la période 1980-2010.

## Œuvres
- 1981 et 1991 : Bogey avec le dessinateur Leopoldo Sánchez
- 1981 - 1997 : Hombre avec le dessinateur José Ortiz
- 1984 : Sarvan (Sarvan) : les aventures d'une jeune guerrière, avec le dessinateur Jordi Bernet
- 1987 à 1991 : Kraken, avec le dessinateur Jordi Bernet
- 1989 à 1992 : Burton et Cyb avec le dessinateur José Ortiz

À partir de 1997, il a collaboré avec l'éditeur italien Sergio Bonelli Editore, entre autres sur le western Tex Willer.

## Prix
- 1993 : Prix Haxtur de la meilleure histoire longue, du finaliste ayant reçu le plus de votes (tous deux avec Ana Mirallès) et du meilleur scénario pour Eva Medusa.